# Agostitlán
Agostitlán es una localidad del estado mexicano de Michoacán. Es parte del municipio de Hidalgo. Fue fundada el 29 de julio de 1909.

## Toponimia
El nombre «Agostitlán» proviene de la palabra en español agostadero, terreno de pastoreo de ganado en temporada seca; y del término en náhuatl titlan, lugar rodeado. Su significado es «Lugar rodeado de agostaderos».

## Demografía
| Gráfica de evolución demográfica |
|                                  |

| Censo | Población |
| ----- | --------- |
| 1910  | 363       |
| 1921  | 400       |
| 1930  | 414       |
| 1940  | 596       |
| 1950  | 809       |
| 1960  | 1070      |
| 1970  | 1031      |
| 1980  | 1620      |
| 1990  | 2634      |
| 2000  | 3431      |
| 2010  | 4048      |
| 2020  | 4391      |